# Andries Jonker
Andries Jonker (Amsterdam, 22. rujna 1962.) nizozemski je nogometni trener i bivši nogometaš, trenutačni trener druge momčadi minhenskog Bayerna.
U karijeri je samostalno vodio nizozemske klubove Volendam, MVV te Willem II, a u dva je navrata bio pomoćnik Louisu van Gaalu, u Barceloni i Bayernu. Također je radio kao tehnički direktor u Nizozemskom nogometnom savezu. Nakon što je van Gaal u travnju 2011. dobio otkaz, Jonker je imenovan privremenim trenerom Bayerna do ljeta, kada ga je na toj poziciji naslijedio Jupp Heynckes.

## Vanjske poveznice
- Profil na službenoj stranici Bayerna (njem.)